# Clorocromat de piridini
El clorocromat de piridini, també conegut pel seu acrònim anglès PCC, és un sòlid taronja que s'utilitza per oxidar alcohols primaris a aldehids i alcohols secundaris a cetones. Aquest oxidant suau permet evitar l'oxidació completa de l'alcohol fins a l'àcid carboxílic, contràriament al que succeeix amb agents oxidants més potents com el permanganat de potassi KMnO4 o el reactiu de Jones. La utilització del PCC va ser descrita per primera vegada per Corey i Suggs l'any 1975.